# Paku Alam VIII.

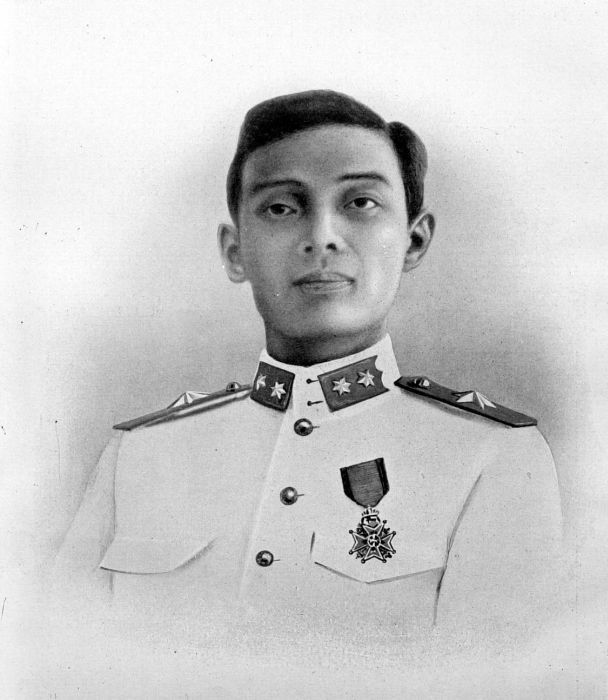
Gemälde von Prinz Paku Alam VIII. in offizieller Kleidung (vor1937)

Paku Alam VIII. (geboren als Bandara Raden Mas Haryo Sularso Kunto Suratno; * 10. April 1910 in Yogyakarta; † 11. September 1998) war der achte Herzog des Herzogtums Pakualaman und Gouverneur der Sonderregion Yogyakarta (Indonesien).

## Leben
BRMS Sularso Kunto Suratno besuchte die Europeesche Lagere School in Yogyakarta. Er ging dann an die Christelijke MULO und studierte Jura in Jakarta. Nach dem Tod seines Vaters Paku Alam VII. wurde er am 13. April 1937 unter dem Titel Kanjeng Gusti Pangeran Adipati Ario Prabu Suryodilogo als Herzog (Adipati) von Pakualaman inthronisiert. Während der japanischen Besatzung begann er 1942 den Namen Paku Alam VIII. zu führen. 
Nach der Erklärung der Unabhängigkeit von den Niederlanden erteilte Paku Alam im September 1945 ein Mandat über den Anschluss des Herzogtums Pakualaman an die Republik Indonesien. Es folgte im Oktober im Einvernehmen mit Sultan Hamengkubuwono IX. der Zusammenschluss des Herzogtums Pakualaman und des Sultanats Yogyakarta zur Sonderregion Yogyakarta mit Hamengkubuwono als Gouverneur und Paku Alam als stellvertretendem Gouverneur. Weiterhin war Paku Alam ab 1946 Vorsitzender des Verteidigungsrates, 1951, 1955 und 1957 Vorsitzender der regionalen Wahlkommission der Sonderregion, 1956 Mitglied der verfassungsgebenden Versammlung, 1960 Mitglied der Provisorischen Beratenden Volksversammlung (Majelis Permusyawaratan Rakyat Sementara, MPRS) und ab 1997 Mitglied der Beratenden Volksversammlung (Majelis Permusyawaratan Rakyat, MPR) der Republik Indonesien. Nach dem Tod Hamengkubuwonos 1988 war er dessen Nachfolger als Gouverneur von Yogyakarta bis zu seinem Tod 1998. Sein Nachfolger als Herzog von Pakualaman wurde sein Sohn Paku Alam X., sein Nachfolger als Gouverneur der Sonderregion Yogyakarta Hamengkubuwono X.